# Radioplane OQ-17
El Radioplane OQ-17 fue un blanco aéreo no tripulado producido por la Radioplane Company para las Fuerzas Aéreas del Ejército de los Estados Unidos (USAAF) y, como TD4D/KDR Quail, para la Armada estadounidense. Adoleciendo de un motor poco fiable, la producción del OQ-17 se recortó en favor del OQ-19.

## Diseño y desarrollo
A medida que se acercaba el final de la Segunda Guerra Mundial, las USAAF emitieron un requerimiento por un nuevo blanco aéreo no tripulado para reemplazar a la familia de drones del Radioplane OQ-2, con mayores prestaciones que les permitieran simular mejor las mejoradas capacidades de los aviones de combate. El RP-18, diseñado en respuesta por Reginald Denny de Radioplane, era de construcción enteramente metálica, con un ala alta y empenaje convencional. La potencia la suministraba un motor bóxer de dos cilindros Righter O-45, y era lanzado a través de una catapulta. El control se mantenía a través de radio, y si el dron no era derribado por los artilleros que lo usaban para entrenar, podía ser recuperado mediante un paracaídas instalado a bordo. Se afirmaba que el OQ-17 podía realizar cualquier maniobra propia de un caza ordinario.

### OQ-15
A principios de 1945, las USAAF evaluaron el XOQ-15, del que no hay datos del fabricante. Probablemente, fue construido con las mismas especificaciones que el OQ-17, porque las características citadas son casi idénticas entre ambos drones, y los contratos de producción tienen números correlativos. Se construyeron cinco ejemplares como mínimo, antes de la finalización del programa.
Las especificaciones técnicas eran: envergadura: 3,6 m; peso cargado: 70 kg; motor: 1x Kiekhaefer O-45-3 de 5 kW (7 hp); vel. máx.: 270 km/h; autonomía: 1 h; techo de vuelo: 4600 m (15 000 pies).

## Historia operacional
La evaluación del RP-18 comenzó en marzo de 1945; tras las pruebas, las USAAF ordenaron poner el dron en producción en febrero de 1946, designándolo OQ-17. La Armada estadounidense también ordenó el dron; había sido evaluado como XTD4D-1, pero antes de que entrara en servicio el TD4D-1 de producción, fue redesignado KDR-1 Quail.
La producción del OQ-17 y KDR finalizó después de completar 430 aviones, y los persistentes problemas de fiabilidad del motor O-45 no pudieron solventarse; por lo que se ordenó producir el Radioplane OQ-19 como sustituto.

## Variantes
RP-18
Versión prototipo original.
XOQ-17
Designación dada por las USAAF a los RP-18 de pruebas.
OQ-17
Versión de producción de las USAAF.
XTD4D-1
Designación dada por la Armada estadounidense a los RP-18 de pruebas.
TD4D-1
Versión de producción de la Armada estadounidense.
KDR-1
Designación definitiva del TD4D-1.
KDR-2
KDR-1 con mejoras estructurales.

## Operadores
Estados Unidos
- Fuerzas Aéreas del Ejército de los Estados Unidos
- Armada de los Estados Unidos

## Especificaciones (OQ-17)
Referencia datos: Parsch 2003

### Características generales
- Tripulación: Ninguno
- Longitud: 2,6 m (8,4 ft)
- Envergadura: 3,1 m (10,2 ft)
- Peso cargado: 65 kg (143,3 lb)
- Planta motriz: 1× motor bóxer de dos tiempos y dos cilindros refrigerado por aire Righter O-45-35.
  - Potencia: 26 kW (36 HP; 35 CV)

### Rendimiento
- Velocidad máxima operativa (Vno): 306 km/h (190 MPH; 165 kt)
- Alcance: 60 min
- Techo de vuelo: 4600 m (15 092 ft)

### Desarrollos relacionados
- Radioplane OQ-19

### Aeronaves similares
- Radioplane OQ-14
- Frankfort OQ-16

### Secuencias de designación
- Secuencia RP-_ (interna de Radioplane): ← RP-5 - RP-14 - RP-15 - RP-18 - RP-19 - RP-58 - RP-61 →
- Secuencia OQ-_ (Blancos aéreos no tripulados (subescalados) de las USAAF, 1942-1948): ← OQ-14 - OQ-15 - OQ-16 - OQ-17 - OQ-18 - OQ-19
- Secuencia TD_D (Blancos aéreos no tripulados de la Armada estadounidense, 1942-1946 (Radioplane, 1943-1948): TDD - TD4D
- Secuencia KD_R (Drones de la Armada/Marines estadounidenses, 1945-1962 (Radioplane, 1940-1952)): KDR - KD2R - KD4R